# マーカス・スミス
マーカス・スミス（Marcus Smith、1999年2月14日 - ）は、プレミアシップハーレクインズに所属するラグビー選手。

## プロフィール
- フィリピン・マニラ出身。7歳で移住したシンガポールでラグビーを始める。ブライトン高校でラグビーをするため英国に移住。
- ポジションはスタンドオフ (SO)、フルバック(FB)。
- 身長: 176 cm、体重: 83 kg
- U20イングランド代表に選ばれたことがある[1]。
- イングランド代表キャップは32（2024年6月現在）でラグビーワールドカップ2023のイングランド代表に選ばれた[2]。
- ブリティッシュ・アンド・アイリッシュ・ライオンズに選ばれたことがある[3]。

## 略歴
2017年、ハーレクインズに加入。

## エピソード
2024年6月22日に行われたリポビタンDチャレンジカップ2024日本代表対イングランド代表後、ロッカールームで同じくスタンドオフで先発出場した日本代表李承信と代表ジャージを交換した。